# 陽澄湖中路駅
陽澄湖中路駅（ようちょうこちゅうろえき）は中華人民共和国江蘇省蘇州市相城区に位置する蘇州軌道交通2号線及び8号線の駅。

## 歴史
- 2013年12月28日：2号線の駅として開業[1]。
- 2024年9月10日：8号線の開業により、乗り換え駅となる[2]。

## 隣の駅
蘇州軌道交通
■2号線
徐図港駅 - 陽澄湖中路駅 - 陸慕駅
■8号線
陸慕古巷駅 - 陽澄湖中路駅 - 夏圩駅